# Валент
Флавій Юлій Валент (грец. Οὐάλης, лат. FLAVIUS IVLIVS VALENS AVGVSTVS; 328, Кібале, Паннонія — 9 серпня 378) — римський імператор із 28 березня 364 року по 9 серпня 378 року. Молодший брат римського імператора Валентиніана I та його співправитель Східної частини Римської імперії. Відомий також як Валент ІІ.
375 року, після смерті Валентиніана І, став старшим Августом при двох своїх племінниках-співправителях. Мав спеціальні титули перемоги: Alamannicus Maximus та Francius Maximus — з 368 року; Gothicus Maximus (Великий переможець готів) — з 369 року.

## Походження
Валент народився в південно-паннонському місті Кібале (суч. Вінковці) в сім'ї майбутнього коміта Британії (лат. Comes Britanniarum), трибуна (лат. Tribunus) і протектора (лат. Protectorus) Граціана Старшого. Мав старшого брата Валентиніана (старший Валента на 7 років).
У той час як Валентиніан робив успішну військову кар'єру, Валент був при батьку в Африці і Британії. На армійську службу він вступив в 360-х роках, беручи участь зі своїм братом в Перському поході імператора Юліана Відступника.
У лютому 364 року імператор Іовіан, прямуючи до Константинополя, несподівано помер під час зупинки в Дадастані, в 100 милях на схід від Анкіри. Серед трибунів (tribunus scutariorum) Іовіана був Валентиніан. Він був проголошений імператором 26 лютого 364 року. Валентиніан розумів, що йому потрібна допомога, щоб управляти великою і неспокійною імперією.
Був зведений своїм старшим братом Валентиніаном I на трон співправителя для східної частини Римської імперії. Валентиніан зробив його 1 березня 364 року tribunus stabuli, що наближало його до імператора. Вже 28 березня того ж року призначив свого брата Валента співправителем у палаці Ебдомона. Два августа разом пройшли через Адріанополь в Сірмій, де розділили імперію. Валентиніан вирушив на Захід, а Валент залишився керувати Східною частиною держави. До його володінь увійшли землі на захід від Персії — Греція, Єгипет, Сирія, Анатолія, а також причорноморські та придунайські території. Валент повернувся в свою столицю Константинополь у грудні 364 року.

## Правління

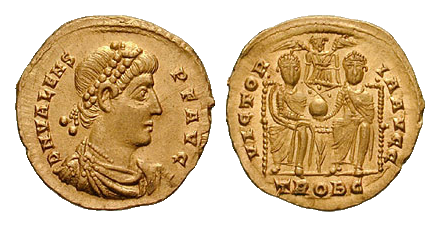
Солідус карбований за часів Валентініана (близько 376). На реверсі викарбувано двох братів Валента та Валентініана, які тримають земне яблуко — символ влади.

365 року родич Юліана Прокопій оголосив себе римським імператором, але надовго не втримав владу і вже у наступному році Валент узяв його в полон і стратив. Оскільки готи підтримували Прокопія, то Валент 367 року переправився з військом через Дунай і 369 року примусив їхнього вождя Атанаріха просити про укладення миру.
Влітку 365 року Валент отримав тривожне повідомлення від своїх командувачів прикордонними військами: «Народ готів, давно залишений в спокої і тому надзвичайно дикий, утворив союз і готує напад на сусідні фракійські провінції». Валент послав кінноту і піхоту в області, яким загрожувало вторгнення вестготів на чолі з Атанаріхом. Однак коли ці елітні частини проходили через Константинополь, Прокопій залучив їх на свою сторону і з їхньою допомогою проголосив себе імператором. Після придушення повстання та страти Прокопія, війська наздоганяють готів, по дорозі назад до Дунаю, де над ними була здобута безкровна перемога, а самі вони були інтерновані в різні міста Фракії. Атанаріх із цього приводу заявив протест, але Валент не видав полонених. Обидві сторони почали готуватися до нової війни.
Навесні 367 року Валент почав військові дії. У Трансмаріскі (суч. Тутракан) римляни перейшли Дунай і заглибилися на територію вестготів. Однак Атанаріху вдавалося весь час вміло ухилятися від імперської армії, і він повів у Карпати основну частину племінного союзу. На третій рік війни (369 рік) Валент перейшов річку у Новиодун (суч. Ісакча). При цьому він спочатку зіткнувся з остготами, які прийшли, можливо, на допомогу вестготам. Вершники остготів швидко відступили, й імператорські війська рушили далі. Чим глибше вони проникали в область між Прутом і Дністром, тим сильніше ставав опір вестготів, поки, нарешті, перед римськими війська не з'явився Атанаріх. Він вступив в битву тільки з частиною воїнів племені. Швидше за все, він зовсім не збирався давати римлянам вирішальну битву. Готи програли битву, але під проводом Атанаріха вміло відступили. Після тактично грамотного відступу готський представник почав переговори з римлянами. Розуміючи, що спроби оточити надзвичайно рухливу групу племен і нанести їй рішучої поразки виявляються марними, Валент схилився до того щоб погодитися на мирні пропозиції Атанаріха.
Тим часом, непорозуміння, які виникли у Вірменії у 369 році, погрожували затягнути імперію у війну з персами, але після багаторічних переговорів були улагоджені мирним шляхом.
375 року Валент почав підготовку до великої експедиції, проте несподівано виникла інша проблема. У Ісаврії, гірському районі західної Кілікії, спалахнув великий бунт, який відволік війська, раніше розміщені на східних кордонах. Крім того, сарацини під керівництвом королеви Мавіі підняли повстання і спустошили території від Фінікії і Палестини до Синайського півострова. Хоча Валент зміг шляхом примусу і переговорів придушити ці виступи, римлянам довелося відмовитися від війни з персами.
375 року у старшого брата Валента імператора Валентиніана стався інсульт і він помер у таборі в Паннонії. Граціан, племінник Валента (син Валентиніана), який був на той момент співправителем Валентиніана, був проголошений імператором Римської імперії разом зі своїм єдинокровних братом Валентиніаном II.
17 листопада 375 року Валент був визначений старшим августом та спадкоємцем Валентиніана І.
Плани Валента по зміцненню східних кордонів імперії були зірвані. Крім того, перекидання військ на причорноморські та придунайські кордони в 374 році залишило значні прогалини в складі армії Валента. У рамках підготовки до війни на сході імператор ініціював масштабну програму найму рекрутів, призначену для заповнення цих прогалин.
У 376 році під ударами гунів вождь вестготів Фрітігерн відвів частину вестготів до лівого берега Дунаю, готуючись в разі небезпеки переправитися в імперські прикордонні області. Фрітігерн відправив послів до імператора Валента в його нову столицю Антіохію з проханням, щоб він дав вестготам землі; в подяку вони обіцяли охороняти кордони Римської імперії. Забезпечення такої великої кількості переселенців і їхнє розселення ставили перед римською адміністрацією надзвичайно серйозні завдання. Однак Валента спокусила можливість включити до складу своєї армії близько 20 000 готських воїнів.
Зрештою Валент дав дозвіл вестготам оселитися в Мезії. Восени 376 року вони з дружинами і дітьми (всього близько 40 000 осіб) перейшли через Дунай у Дуростора (суч. Сілістрія). Однак виникли нові труднощі. Римські сановники Лупіцін і Максим обійшлися з готами дуже недалекоглядно. Їх примушували купувати за непомірними цінами їстівні припаси, часто сумнівної якості. Спочатку готи, не маючи готівки, платили одягом, килимами, зброєю та іншими цінними речами. Коли їхні запаси виснажилися, вони були змушені продавати в рабство навіть своїх дітей. Напруга, яка зростала серед готів, змусила командувача римськими військами у Фракії Лупіціна направити частину своїх загонів для охорони порядку. Ці переміщення військ відбувались зі шкодою для охорони кордону по Дунаю. Тому, щонайменше, три великі групи варварів, прохід яким до цих пір був закритий, безконтрольно проникли в Римську імперію. Це був союз трьох народів (остготів, аланів і гунів) Алатея, Сафрака і загін Фарнобія.
На довершення всього Лупіцін запросив Фрітігерна та інших ґотських вождів на обід у Маркіанополь, де між римлянами і готами зав'язалася суперечка, яка переросла в бій, в результаті якого багато готських вождів було вбито, а сам Фрітігерн насилу врятувався. Внаслідок цього на початку 377 року почалося повстання вестготів, до якого приєдналися загони остготів, аланів і гунів, які перейшли Дунай і опинились на римській території. Лупіцін поспішно зібрав всі свої війська, але в «Битві при вербах» (Ad Salices), в дев'яти милях від Маркіанополя був розбитий і втік.
Валент і його оточення не відразу усвідомили небезпеку. У Фракію пішли командувач піхотою Траян і командувач кавалерією Профутур із частиною тих загонів, які були розгорнуті у Вірменії. Свого племінника і співправителя Граціана Валент просив про підтримку із заходу. У відповідь на це прибув Фрігерід, досвідчений дукс паннонської армії. Спочатку здавалося, що вжитих заходів цілком достатньо. Ще до того, як прибув Фрігерід, кілька елітних частин армії Сходу вже виконали важливу попередню задачу і відтіснили повсталих готів, аланів і гунів у Добруджу і блокували їх там, чекаючи, що голод швидко змусить бунтівників до капітуляції. До наявних римських військ приєдналося кілька галльських частин, якими керував коміт доместиків Ріхомер. Однак римські загони чисельно все ж ще поступалися війську трьох народів, а, крім того, керівництво не прийшло до єдиної думки, як слід боротися з супротивником.
Заходи по блокуванню варварів принесли свої плоди; здавалося, що вдасться взяти готів та гунів голодом у трикутнику між Дунаєм, Балканами і Чорним морем. У цьому важкому становищі Фрітігерн активізував свої дії. Незабаром вся Фракія від Родопських гір до Чорного моря опинилася у владі повсталих племен, які почали свого роду похід помсти проти римлян.
Взимку 377/378 року Граціан хотів поспішити на допомогу своєму дядькові Валенту, але його відволікло вторгнення алеманів у Рецію. У цій ситуації Валент вирішив особисто вирушити у Фракію на чолі армії. Генерал Фрігерід і новоприбулий із заходу новий командувач фракійськими арміями Себастіан намагалися переконати почекати прибуття Граціана з його переможними легіонами, однак Валент не послухав застереження. На думку Амміана Марцелліна, це було наслідком зарозумілості імператора і його ревнощів до успіхів Граціана.

#### Релігійна політика
Відомо, що два брати Валент та Валентиніан мали розбіжності у релігійних переконаннях :
|                              | « Валент, підготований до таїнства єпископів Євдоксієм, після хрещення, став ревнителем віри Арієвої та був доволі незадоволений тим, що не міг змусити всіх мислити однаково із собою: на противагу Валентиніан погоджувався з отцями нікейськими та був покровителем своїм єдиновірцям, не ображаючи втім і тих, хто мислив інакше» |
| — Ермій Созомен Саламінський | |

Будучи аріанським християнином, на відміну від свого брата Валентиніана, Валент підтримував аріанство, проводив політику, яка всіляко сприяла популяризації аріанства, придушуючи при цьому нікейських християн, що, безумовно викликало в суспільстві атмосферу напруги. Можна сказати, що Валент був фанатичним прихильником аріанства - він висилав стриманих нікейських єпископів, та надавав аріанам очевидної переваги, що неодмінно викликало обурення ортодоксальних християн. Варто навести цитату з праці Сократа Схоластика (греч. Σωκράτης ὁ Ἱστορικός) :
|                    | « Між тим імператор не переставав переслідувати сповідників єдиносущщя та вигнав їх з Константинополя, а разом із тим вигнав і однодумних їм новіціан, церкви ж їхні наказав зачинити і єпископа їхнього наказав відправити у вигнання» |
| — Сократ Схоластик | |

Таким чином, політика, яку проводив Валент у релігійному плані, створила такі умови, за яких Схід став і місцем, і жертвою жорстоких релігійних пристрастей. Така релігійна позиція Валента відбилась і на його репутації, зокрема, в очах його наступників (можна згадати імператора – Феодосія І Великого, який був ревним ортодоксальним християнином, пізніше канонізованим. 
Деякі вбачали в обставинах смерті імператора Валента (в битві під Адріанополем в 378 році) божественну кару за прихильність до єресі аріанства. Тогочасні християни вважали, що пекельне полум’я забрало ненависного аріанина, Флавія Юлія Валента. Так, Ермій Созомен Саламінський (греч. Σαλαμίνιος Ερμείας Σωζομενός) пише в 40-й главі своєї «Церковної історії» про монаха Ісаакія ( преп. Ісаакій Далматський), який передбачив смерть Валента, і про те, що Валент, тікаючи з поля бою, сховався в солому і там згорів.
Вже згаданий церковний історик Сократ Схоластик дав про обставини смерті Валента наступну інформацію : «Деякі стверджують, що він був спалений варварами в хатині в селищі, куди він втік з поля бою. Але інші стверджують, що, зірвавши з себе імператорську мантію, він боровся в рядах піхоти та пав, коли варварська кіннота оточила і перебила загін. Його тіло не змогли відшукати, оскільки на ньому не було знаків відмінності» . За іншою версією, Валент був поранений стрілою та невдовзі після цього помер. 

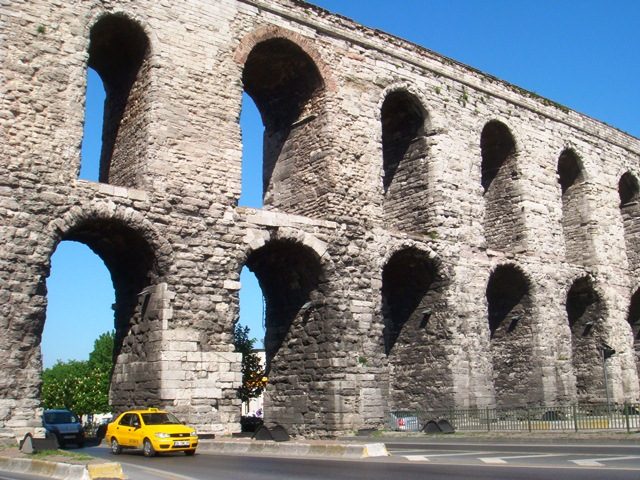
Акведук Валента

### Акведук Валента
Архітектурна пам'ятка, частина водопровідної системи Константинополю, зведена приблизно в 368 - 375 рр. (що припадає на період правління імператора Валента). Розташована в Стамбулі ( колишньому Константинополі). 
Відомо, що для зведення акведука Валента були використані будівельні матеріали, привезені зі зруйнованої Халкідонської стіни. 
Акведук - спеціально зведений канал для транспортування води до місця постачання ( вода подавалась до фонтанів, громадських лазень, приватних домів заможних людей, забезпечували водою сади, ферми).

### Битва під Андріанополем та смерть

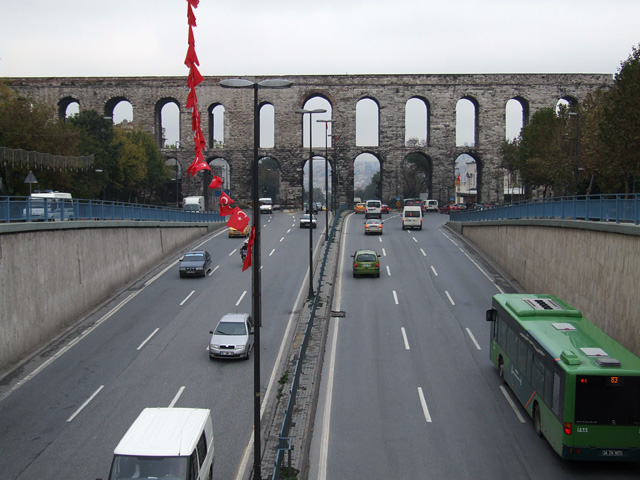
Акведук Валента у Константинополі

Протягом 376—377 років повсталі племена вестготів, роздратовані важкими умовами проживання та несправедливістю до них римських чиновників, об'єднавшись із загонами остготів, аланів і гуннів, під проводом Фрітігерна спустошили Фракію і Македонію та у відсутність імператора, який знаходився в Сирії, розбили його полководців.
Тоді 378 року Валент особисто рушив проти об'єднаного війська вестготів, аланів та гунів, але необачно почав бій без допоміжного війська свого співправителя і племінника Граціана.
9 серпня 378 року він зазнав у битві під Адріанополем страшної поразки і загинув на полі битви в рядах легіонів Маттіаріїв та Ланциаріїв. Його тіло так і не було знайдено. Військо знищено. За однією з версій, поранений стрілою імператор не міг триматися в сідлі, і його віднесли в невеликій сільський будинок. Варвари оточили будинок і підпалили — Валент згорів у вогні. Для народу смерть аріанина Валента виглядала як кара Божа, наслана на нього.
Дружина Валента Домніка походила з простої родини військових префектів Ецелія Готта. Після загибелі Валента вона допомогла врятувати Константинополь від варварів, наказавши роздати громадянам зброю.
У Валента і Домніки були дві дочки — Анастасія та Кароса і син Валентініан Галат (366—371 або 372), який помер у дитинстві. На честь своїх дочок імператор назвав побудовані ним у Константинополі для народу терми. Про подальшу їхню долю нічого невідомо.